# Ludwig Richter (Maschinenbauer)
Ludwig Karl Friedrich Johann Richter (* 24. November 1888 in Wien; † 15. Jänner 1970 ebenda) war ein österreichischer Maschinenbauer und Hochschullehrer. Er war Rektor der Technischen Hochschule Wien.

## Leben
Ludwig Richter studierte an der Technischen Hochschule Wien Maschinenbau und Elektrotechnik. Anschließend war er in der Industrie sowie als Assistent von Richard Mollier in Dresden tätig, unterbrochen von drei Jahren Kriegsdienst. 1924 promovierte er an der Technischen Hochschule Dresden. 
1927 habilitierte er sich an der Technischen Hochschule Wien. Von 1928 bis zu seiner Emeritierung im Jahr 1959 war er dort als ordentlicher Professor für Verbrennungskraftmaschinen und Kraftfahrwesen tätig. Im Studienjahr 1954/55 war er gewählter Rektor der Technischen Hochschule Wien.
Gemeinsam mit Ladislaus von Rabcewicz forschte er während des Zweiten Weltkrieges an Fragen der Belüftung von Tunnel.
Ludwig Richter starb 1970 im Alter von 81 Jahren.
Ludwig Richter gehörte dem Verein Deutscher Ingenieure (VDI) mit der Mitgliedsnummer 12162 an. Dieser zeichnete ihn im Jahr 1956 aufgrund seiner Verdienste um den Verbrennungsmotorenbau und das Kraftfahrzeugwesen sowie um die technisch-wissenschaftliche Gemeinschaftsarbeit mit dem VDI-Ehrenzeichen aus.

## Publikationen (Auswahl)
- 1948: Verbrennungsmotoren-Lehrbilder, in H. List: Die Verbrennungskraftmaschine gesammelt, Springer-Verlag, Wien, ISBN 978-3-211-80076-8